# Pintura de batallas
Pintura de batallas es un género pictórico, subgénero de la pintura de historia, que se especializa en la representación de batallas. Las características diferenciadas de una batalla naval y una batalla terrestre (y dentro de las terrestres, las de un combate singular, una escaramuza, una batalla campal, un asedio, un duelo artillero -con o sin trincheras-, una carga de caballería, etc.) se marcan tanto en la pintura de paisajes como en los elementos propios de la batalla (uniformes, armas y pertrechos, barcos, caballos, etc.)
Aunque tiene precedentes desde el arte antiguo (estela de Naram-Sin, relieve de la batalla de Qadesh en el templo de Ramsés II (Abu Simbel), escenas bélicas en la cerámica griega, batalla de Issos en el mosaico de Alejandro), es en el Renacimiento cuando comienza a tener desarrollo, con ejemplos como la batalla de San Romano de Paolo Ucello (que representa en tres tablas), la batalla de Ostia representada en una de las estancias de Rafael y la emulación competitiva entre los malogrados murales de Miguel Ángel (batalla de Cascina, del que solo pintó el cartón, que se conoce a través de una copia de Bastiano da Sangallo) y Leonardo (batalla de Anghiari, desaparecido, que se conoce a través de una espléndida copia parcial de Rubens). 

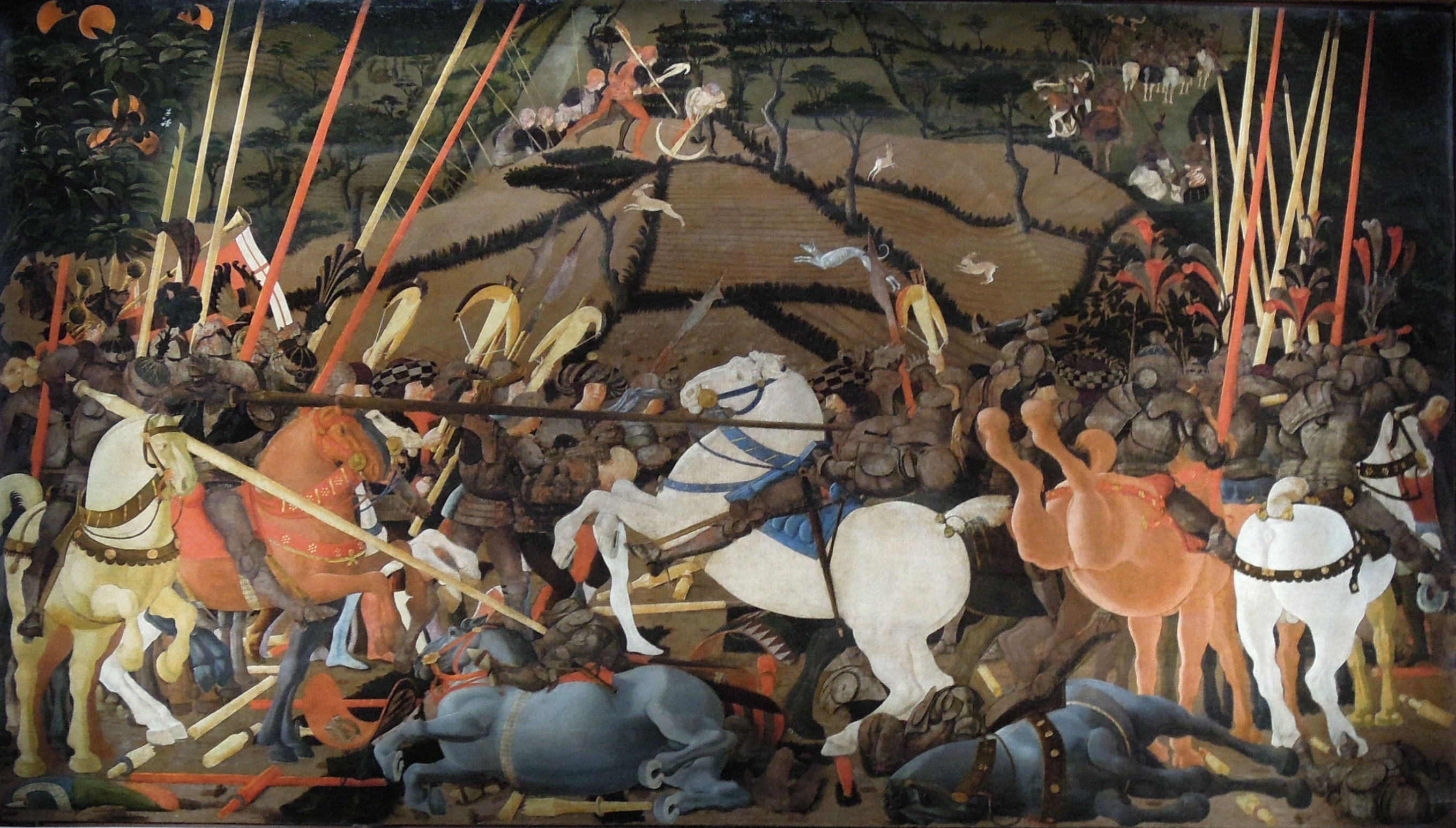
Batalla de San Romano (Florencia).
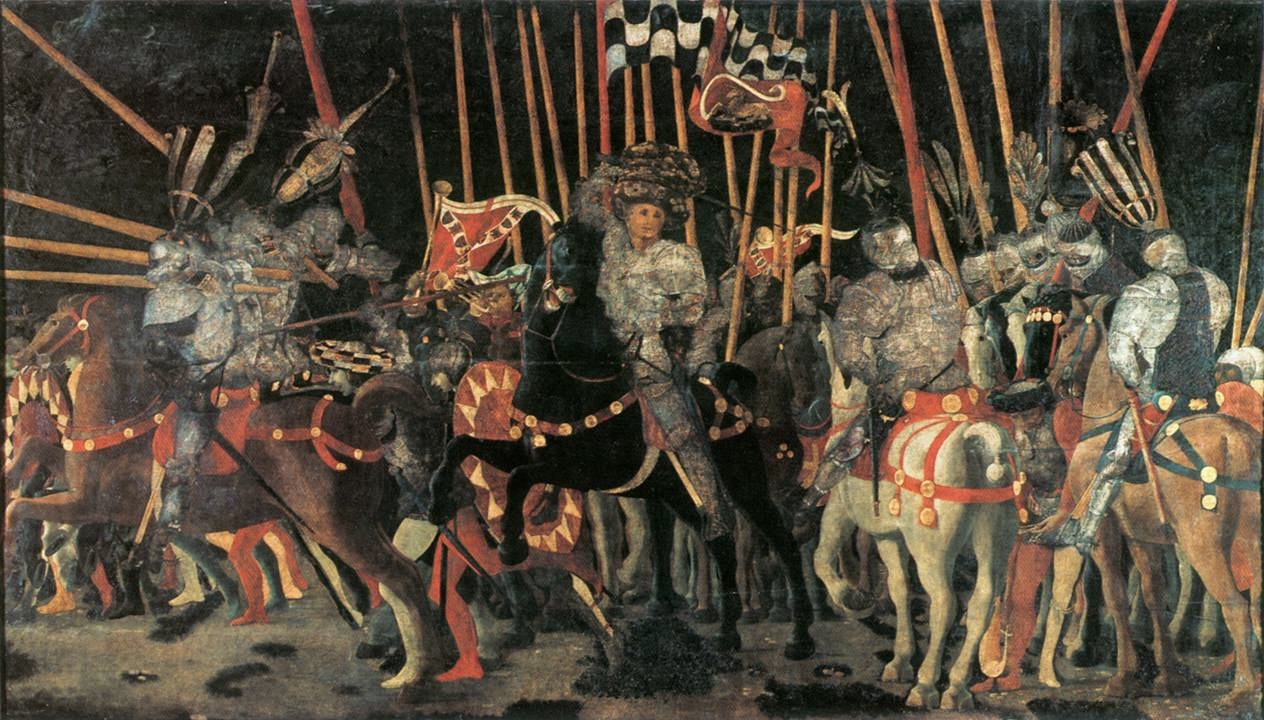
Batalla de San Romano (París).
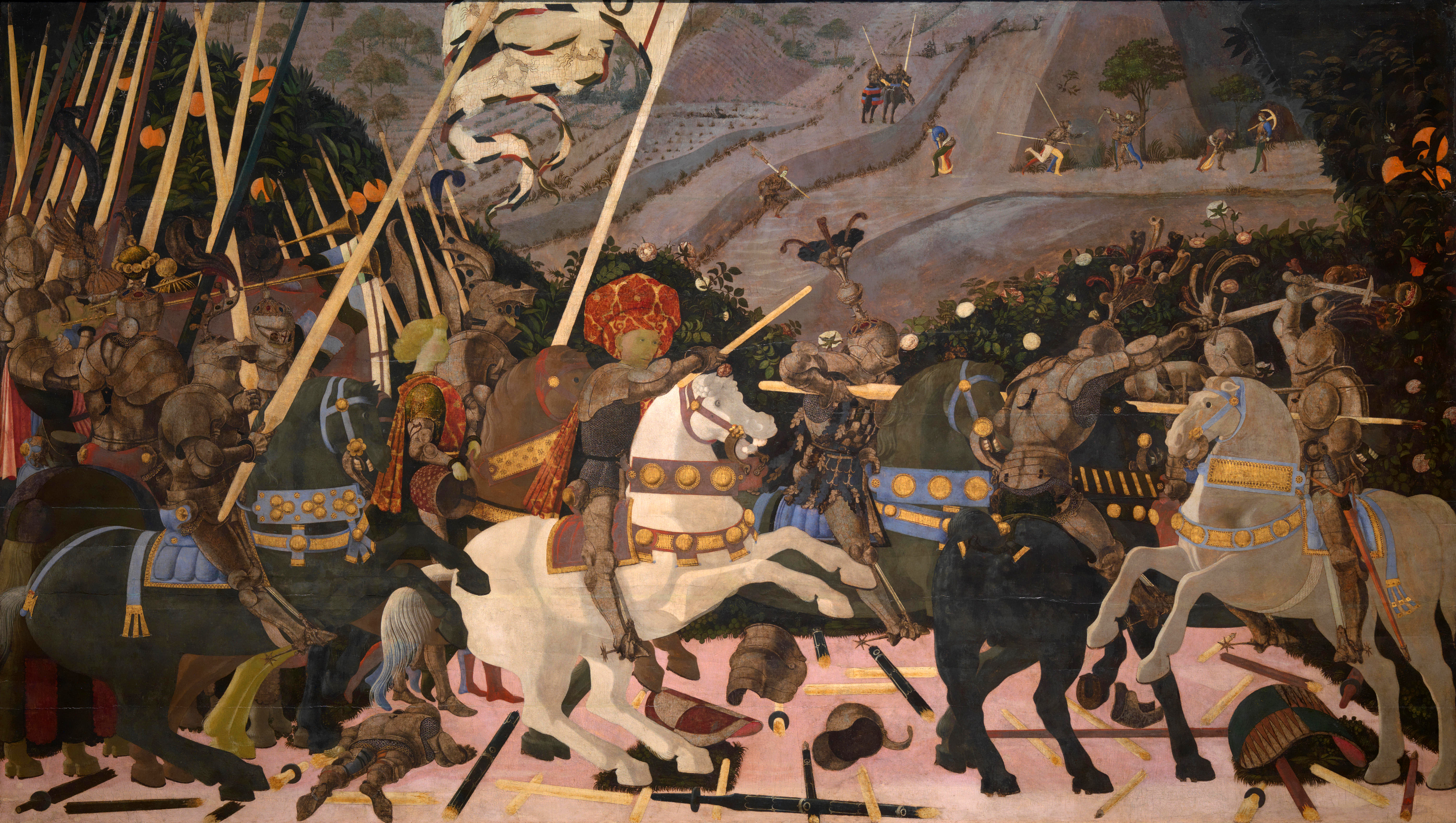
Batalla de San Romano (Londres).
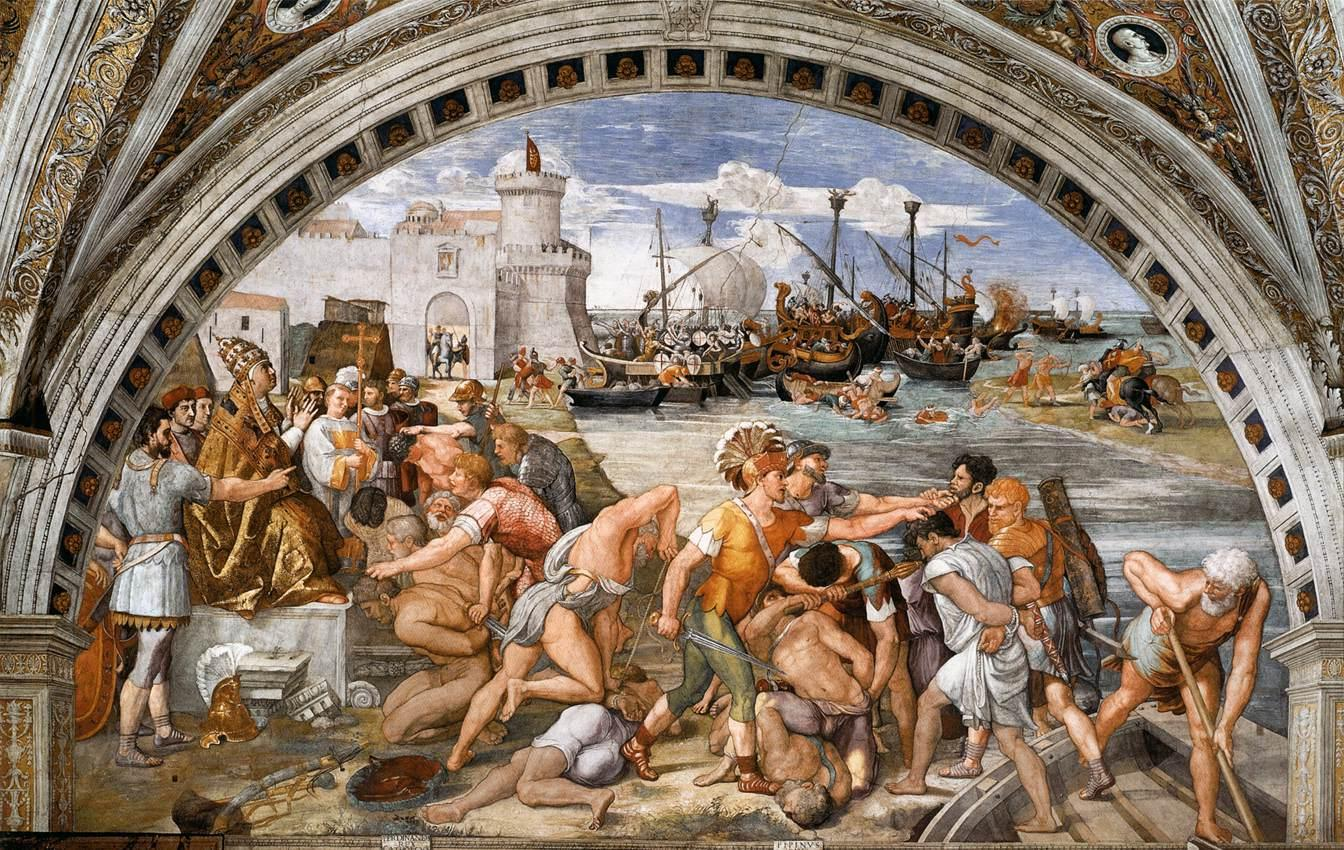
Batalla de Ostia.
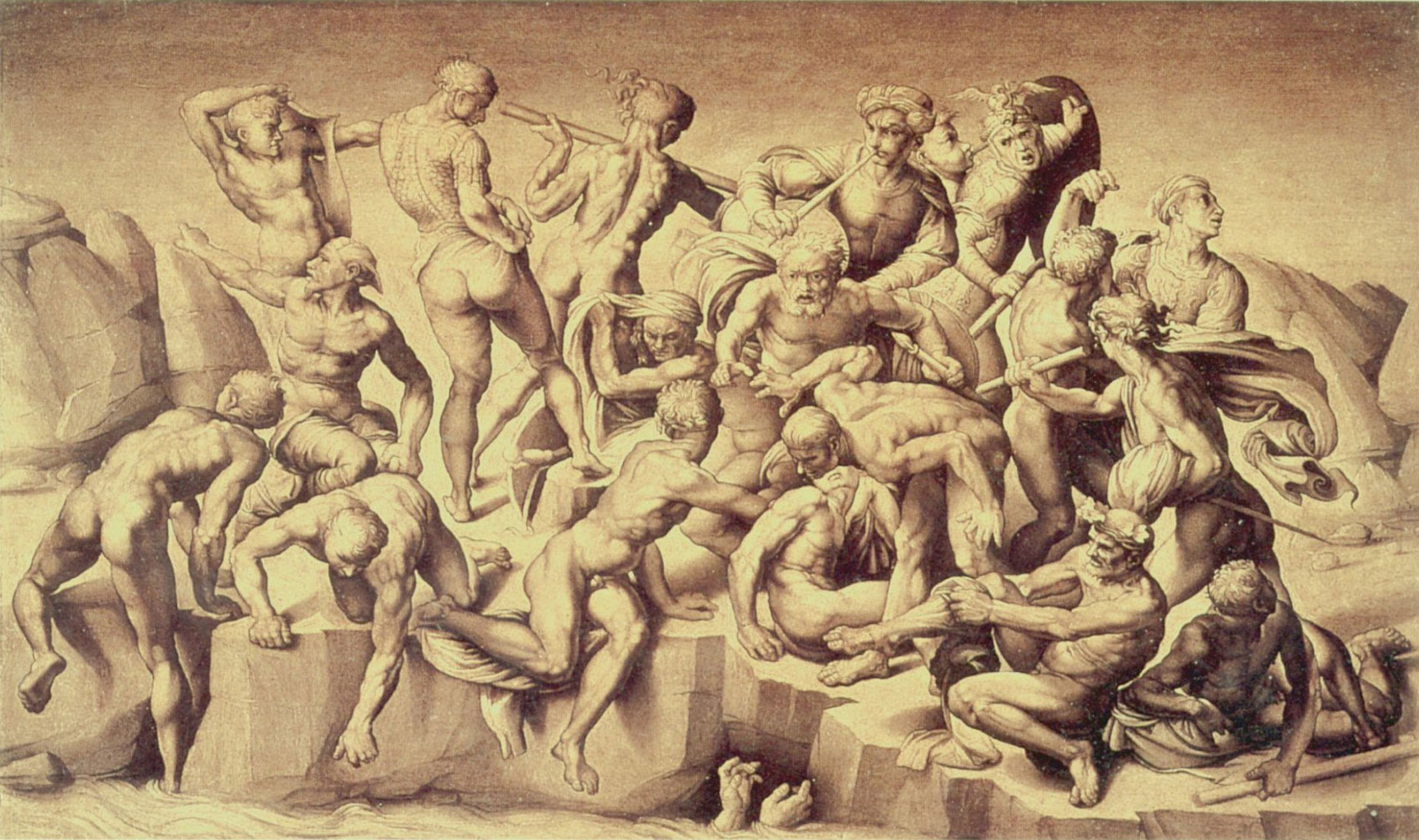
Batalla de Cascina.
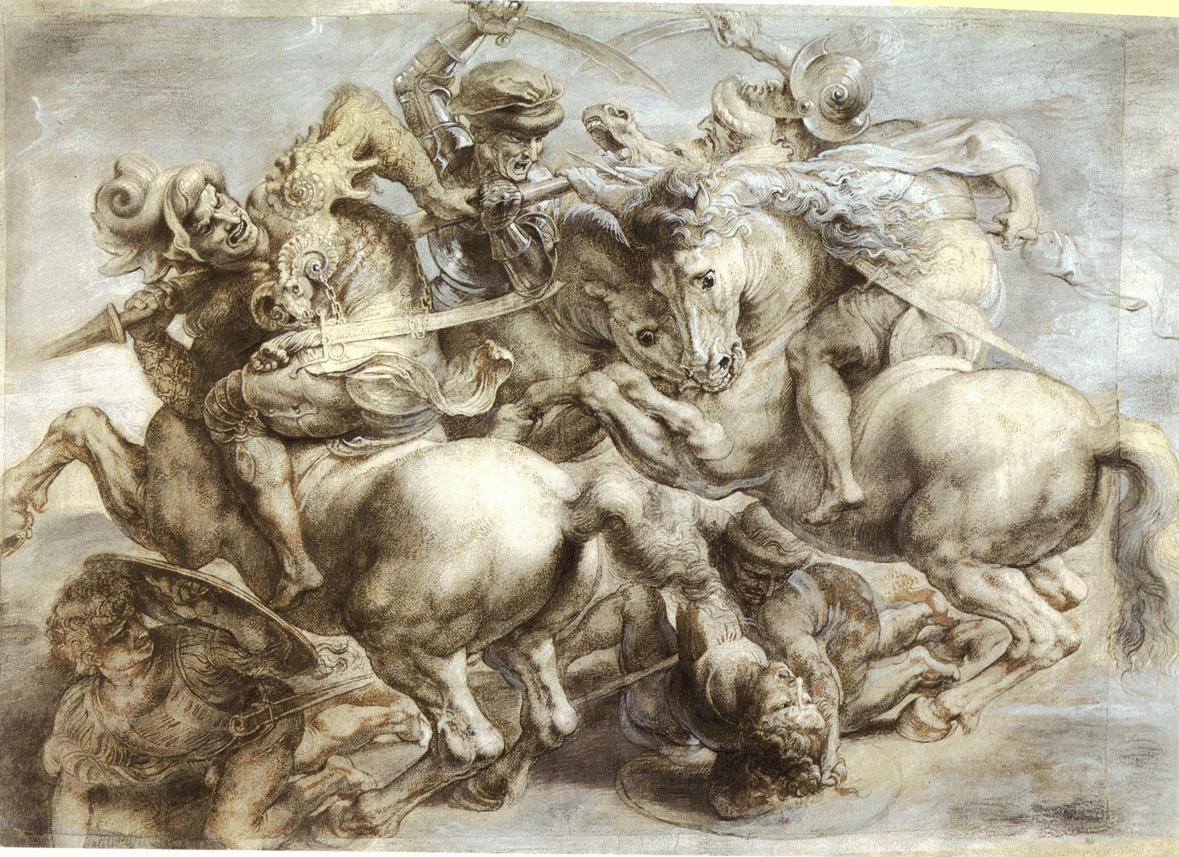
Batalla de Anghiari.

Ya en la época del Manierismo, Felipe II encargó en la galería de batallas del Monasterio de El Escorial se encargó a un grupo de fresquistas italianos la representación de un conjunto de batallas que glorificaran a la Monarquía Hispánica de Felipe II, comenzando por algunas medievales y terminando por la batalla de San Quintín; en superficie son uno de los programas pictóricos más ambiciosos. La batalla de Lepanto estuvo entre las más utilizadas por los pintores de finales del siglo XVI.

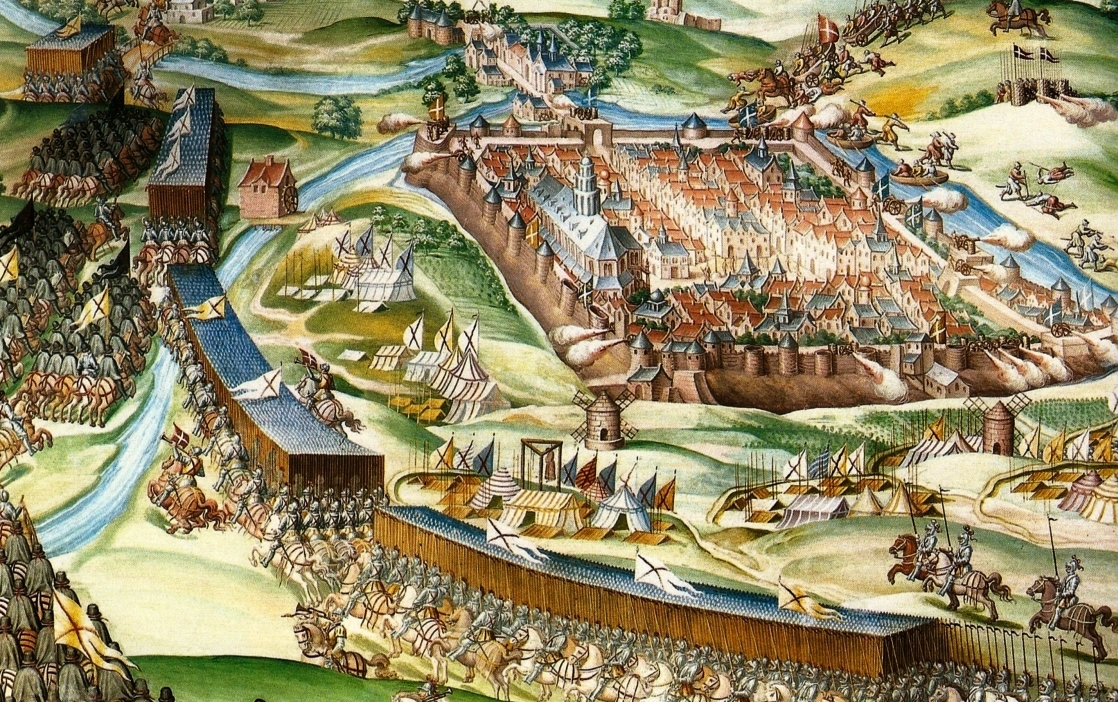
Asedio de San Quintín (galería de batallas de El Escorial).
Batalla de Lepanto (anónimo).
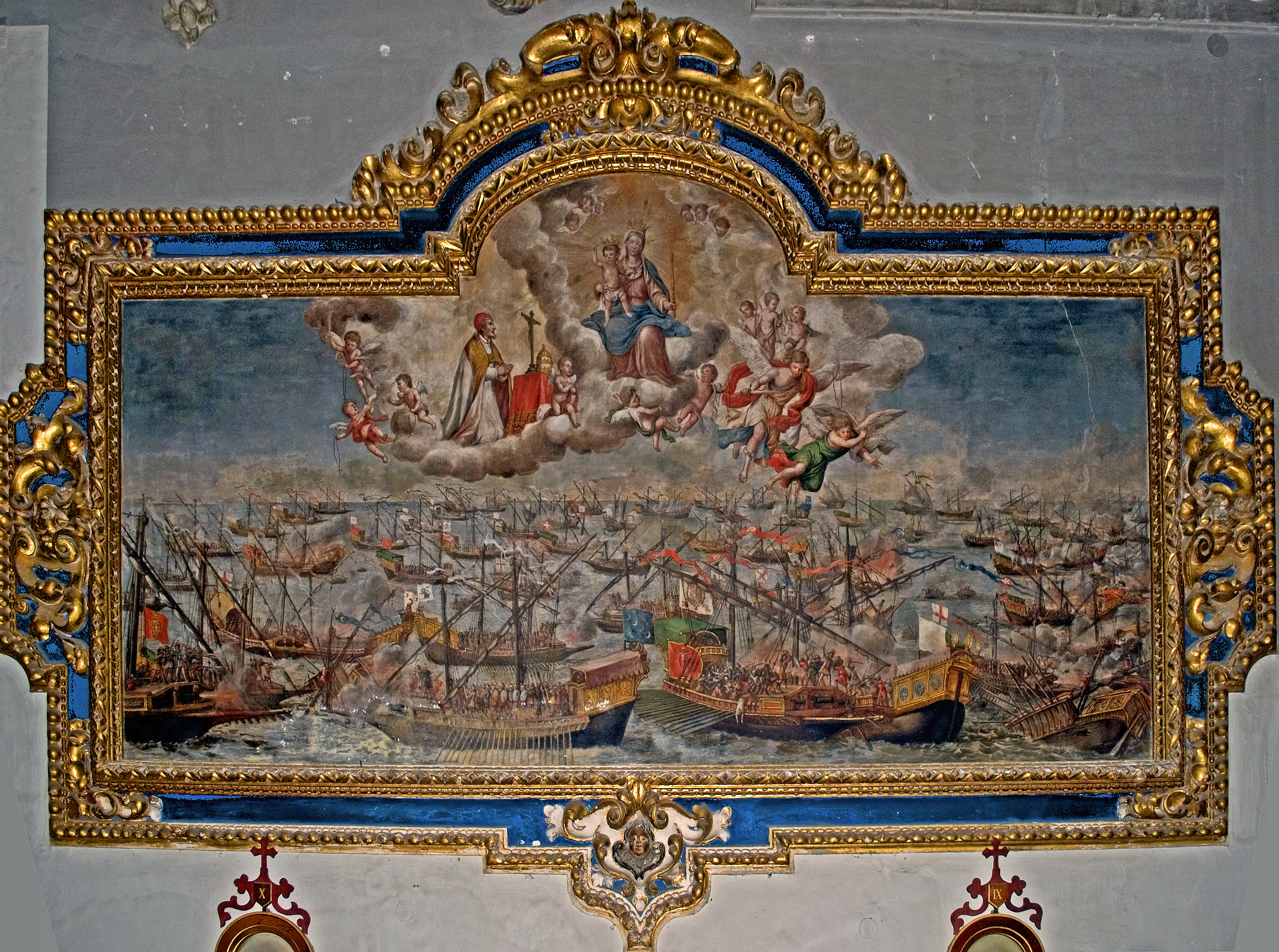
La Virgen del Rosario protege la armada cristiana en Lepanto (iglesia de la Magdalena de Sevilla).
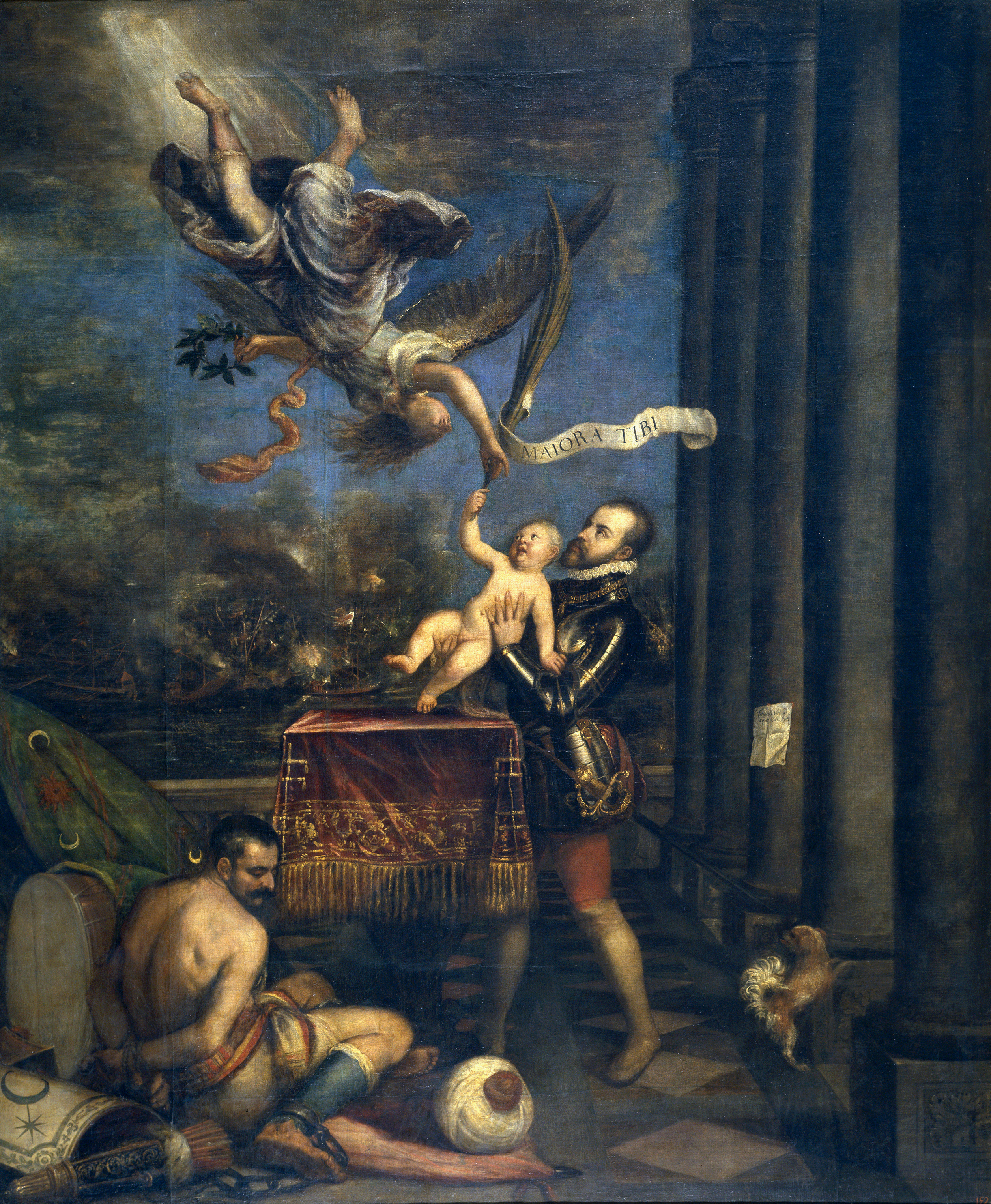
Felipe II ofrece al cielo al príncipe Don Fernando, al fondo se representa la batalla de Lepanto (Tiziano).
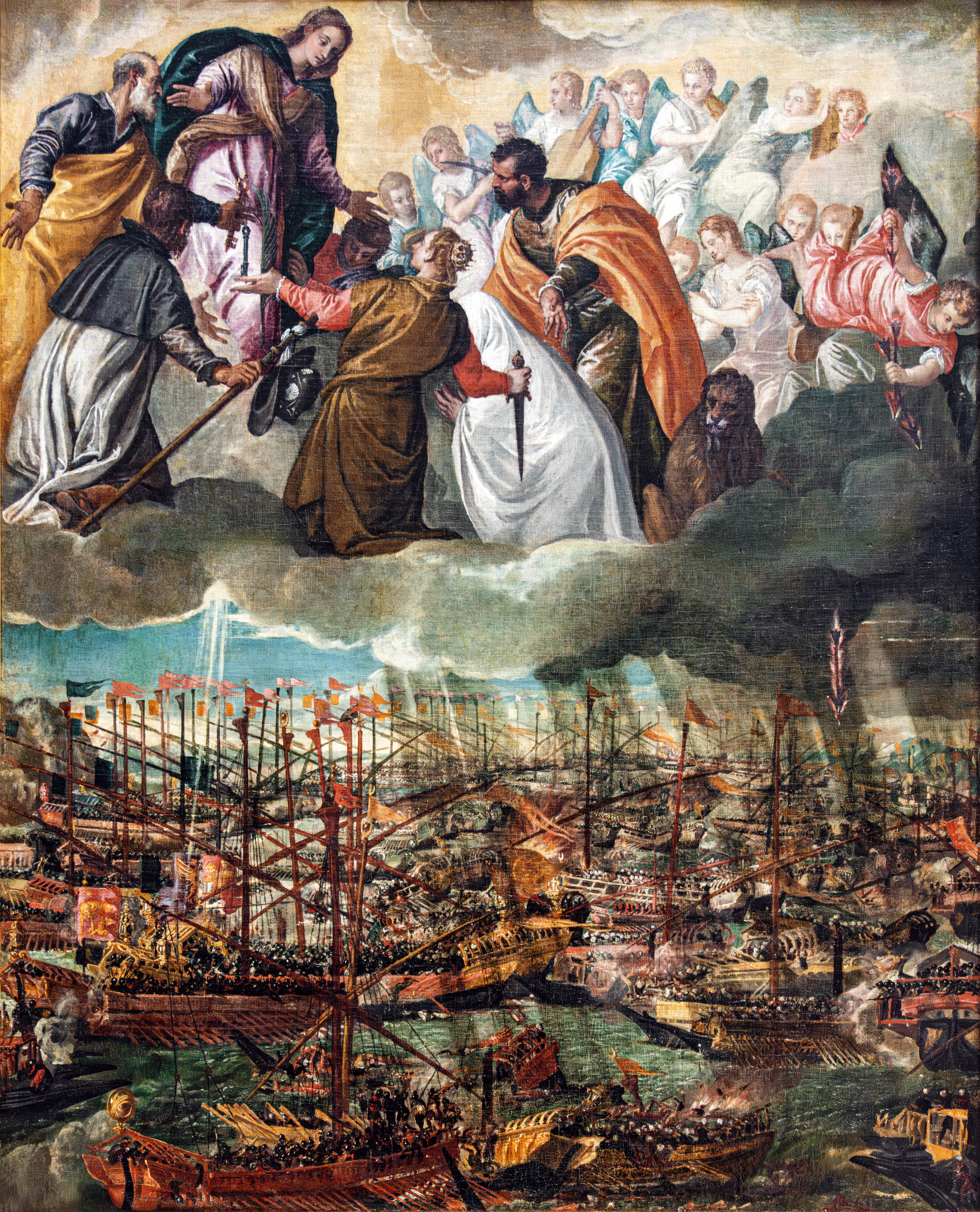
Los santos ruegan por la victoria cristiana en Lepanto (Veronés).

En el Barroco se llegó a un extremo de precisión y detallismo de grabados y óleos de grandes dimensiones en la representación espacial de las vistas topográficas donde se localizaban las batallas, con los asedios de las ciudades y los cuerpos de ejército vistos a "vista de pájaro" o con perspectivas forzadas (subiendo mucho la línea de horizonte). El primer plano, especialmente en los laterales, se reservaba para figuras especiales, como pueden ser los militares protagonistas. Entre los artistas especializados en el género estuvieron Sebastian Vrancx, Jacques Callot, Pieter Snayers, Jacques Courtois, Pieter Meulener, Michelangelo Cerquozzi, Adam Frans van der Meulen, etc. Un programa artístico especialmente notable fue la decoración del Salón de Reinos del Palacio del Buen Retiro, donde se situaron obras de Velázquez, Zurbarán, Mayno, etc.

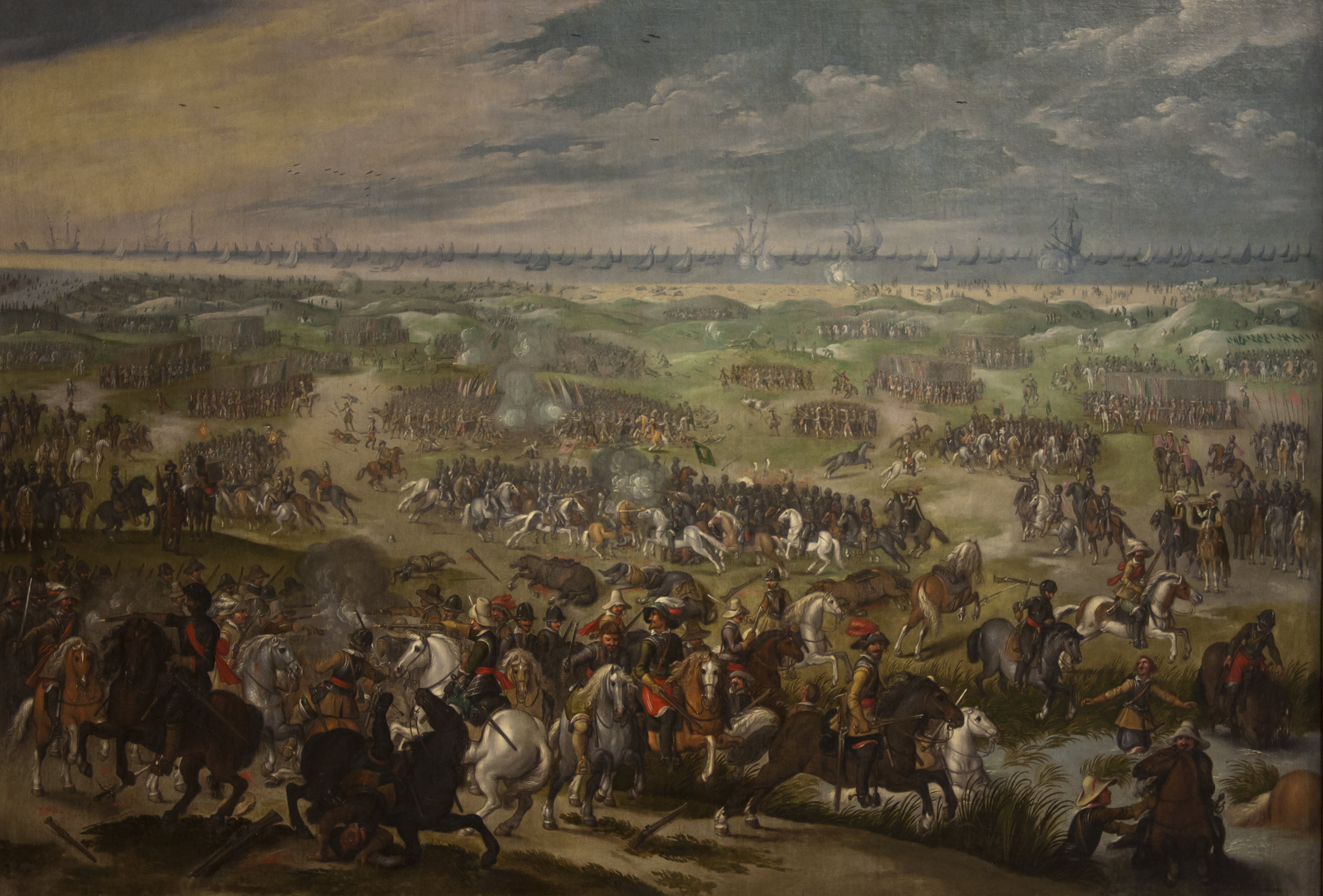
Vrancx.
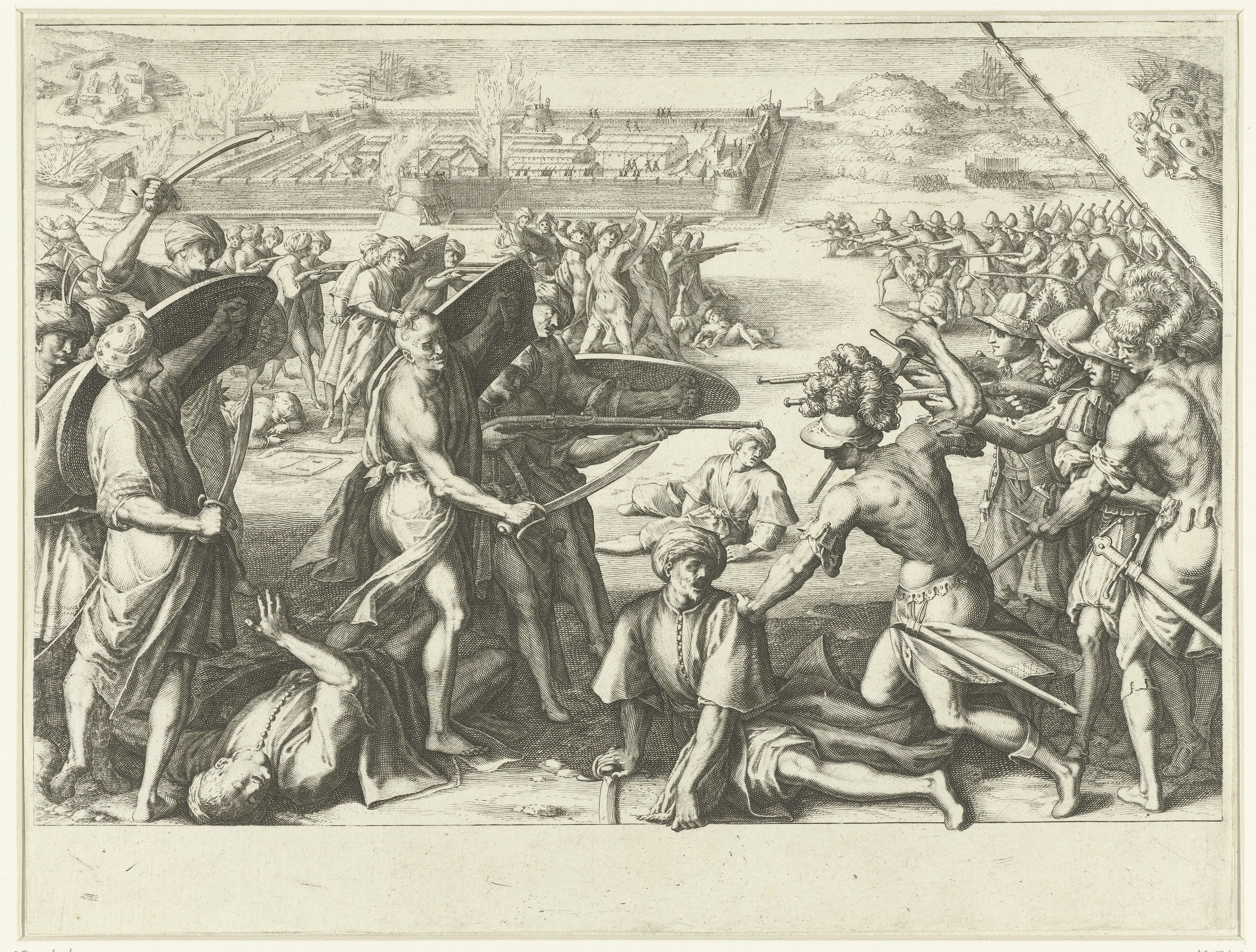
Callot.
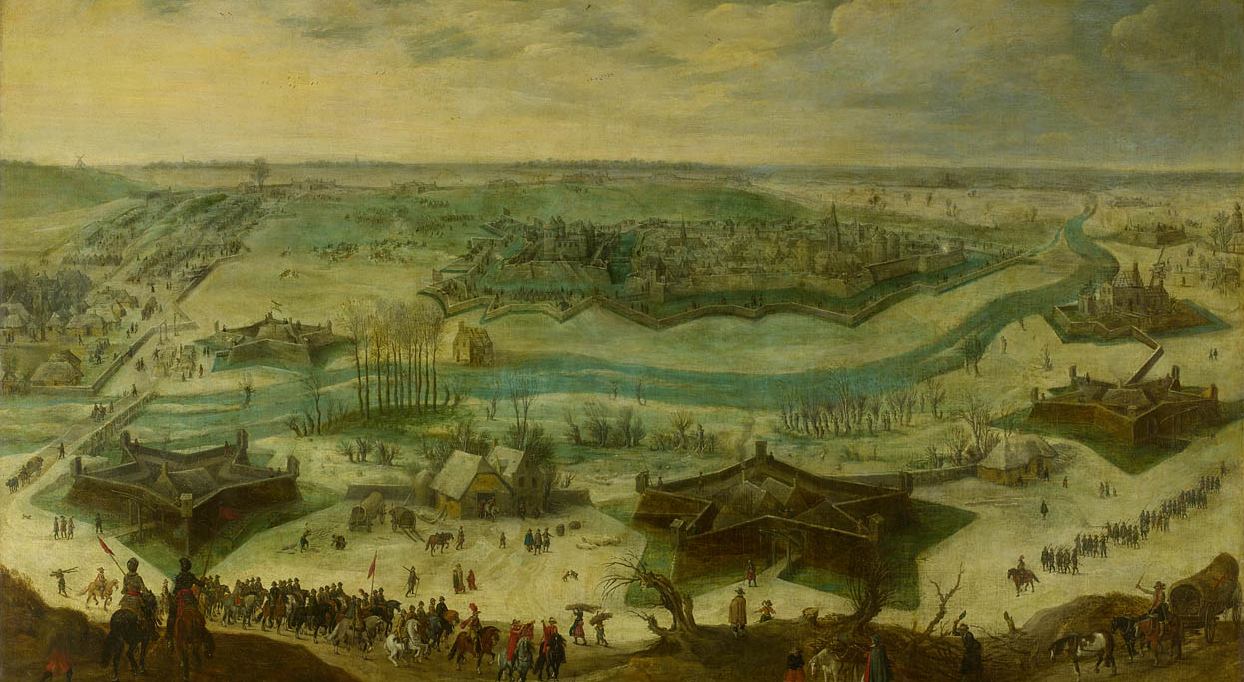
Snayers.
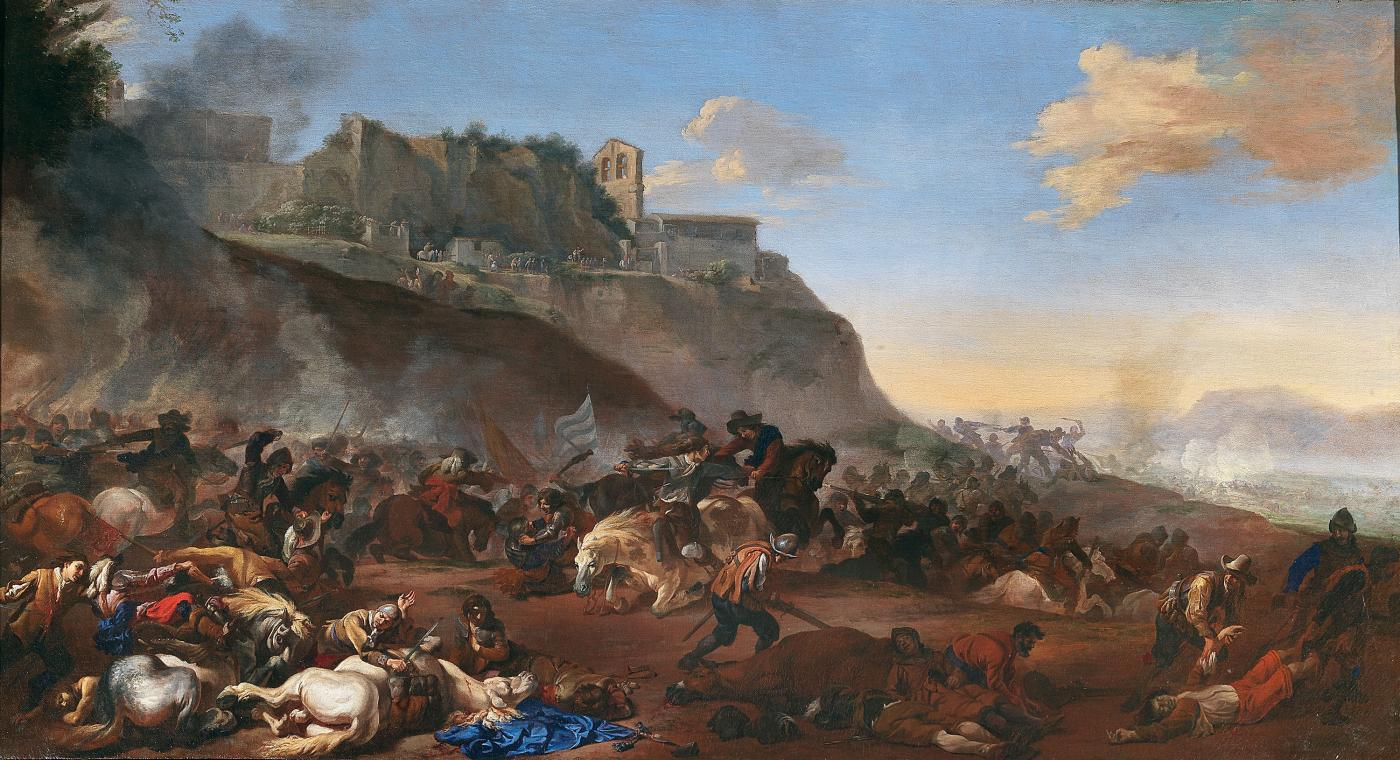
Cerquozzi.
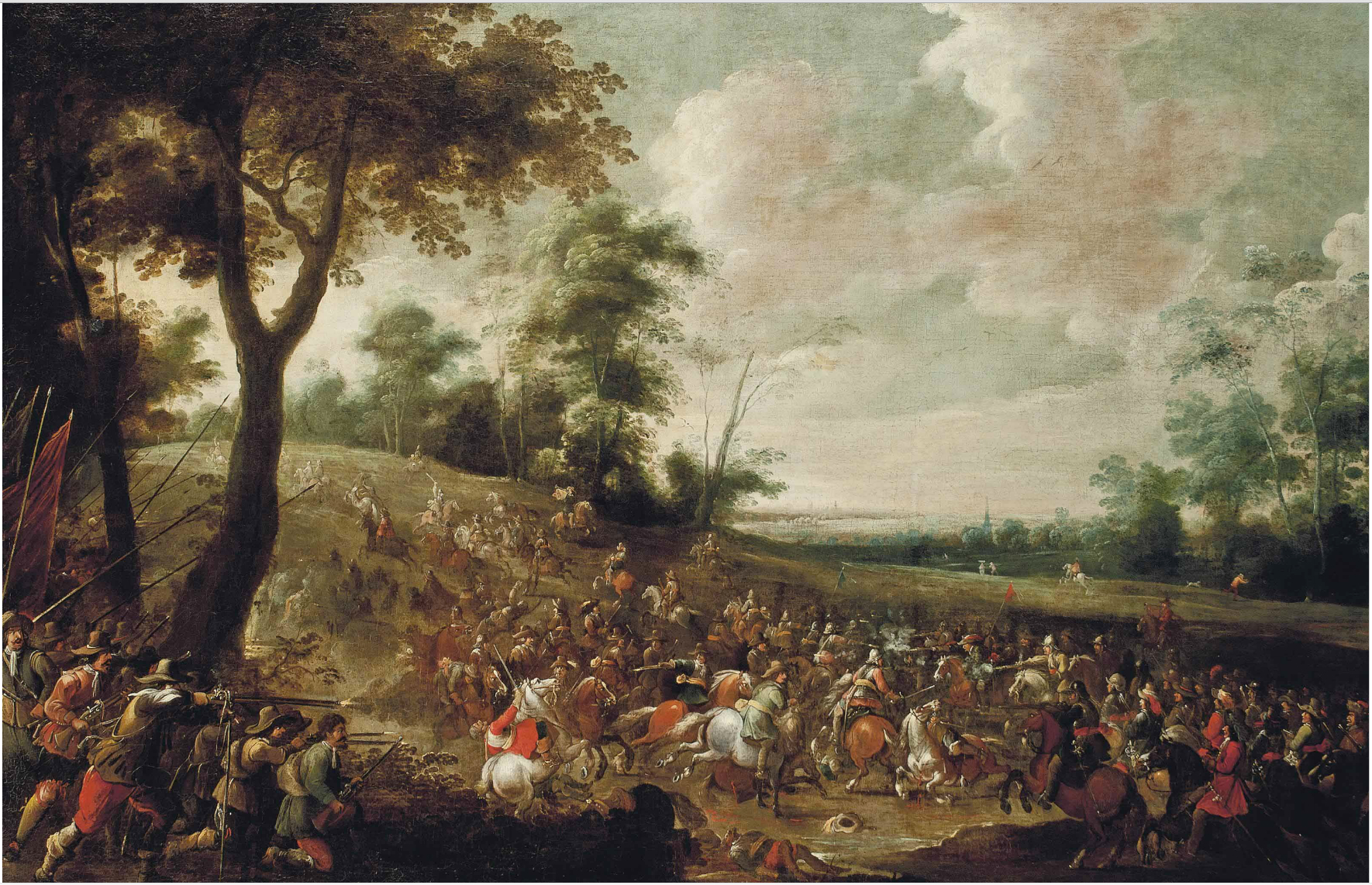
Meulener.
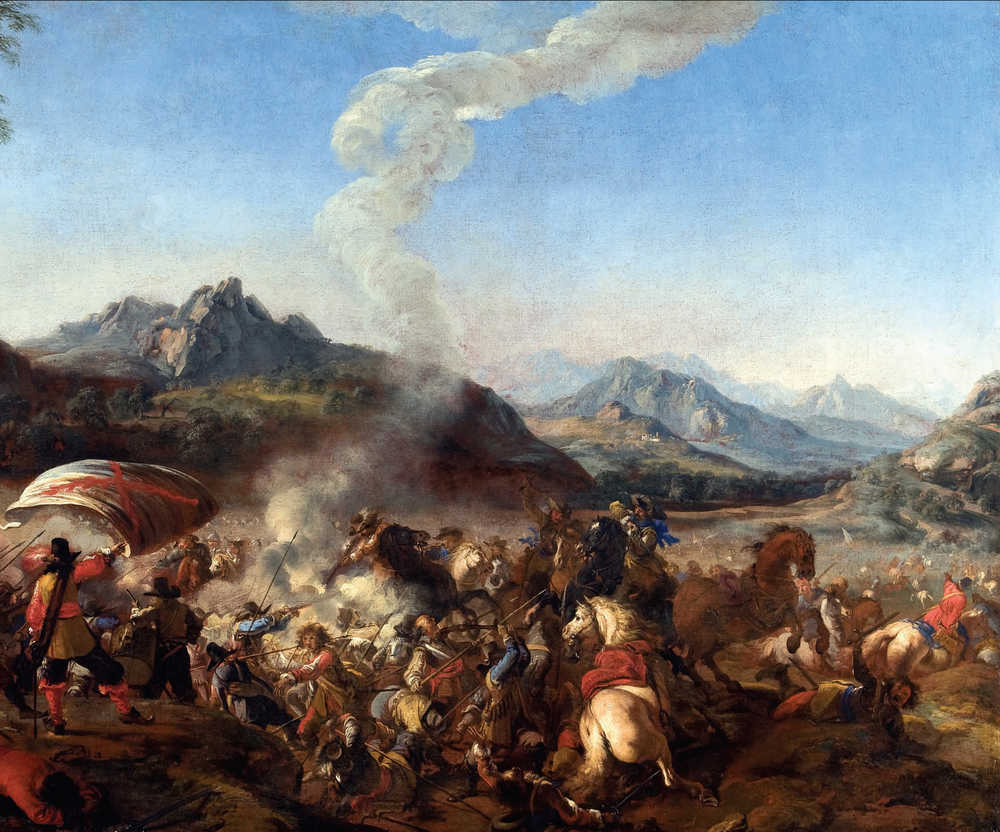
}Courtois.
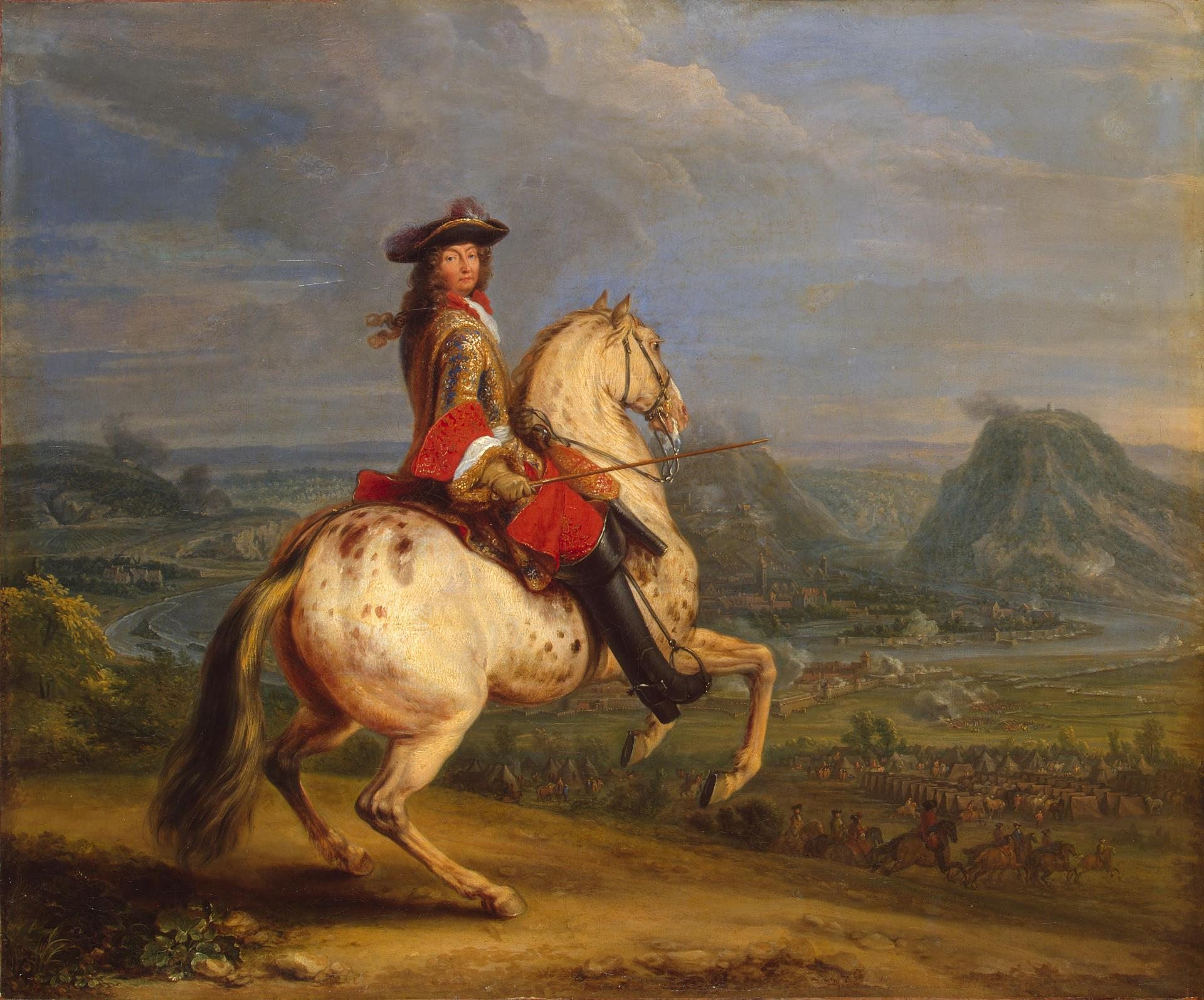
Van der Meulen.

En la pintura contemporánea ha continuado tratándose el género.

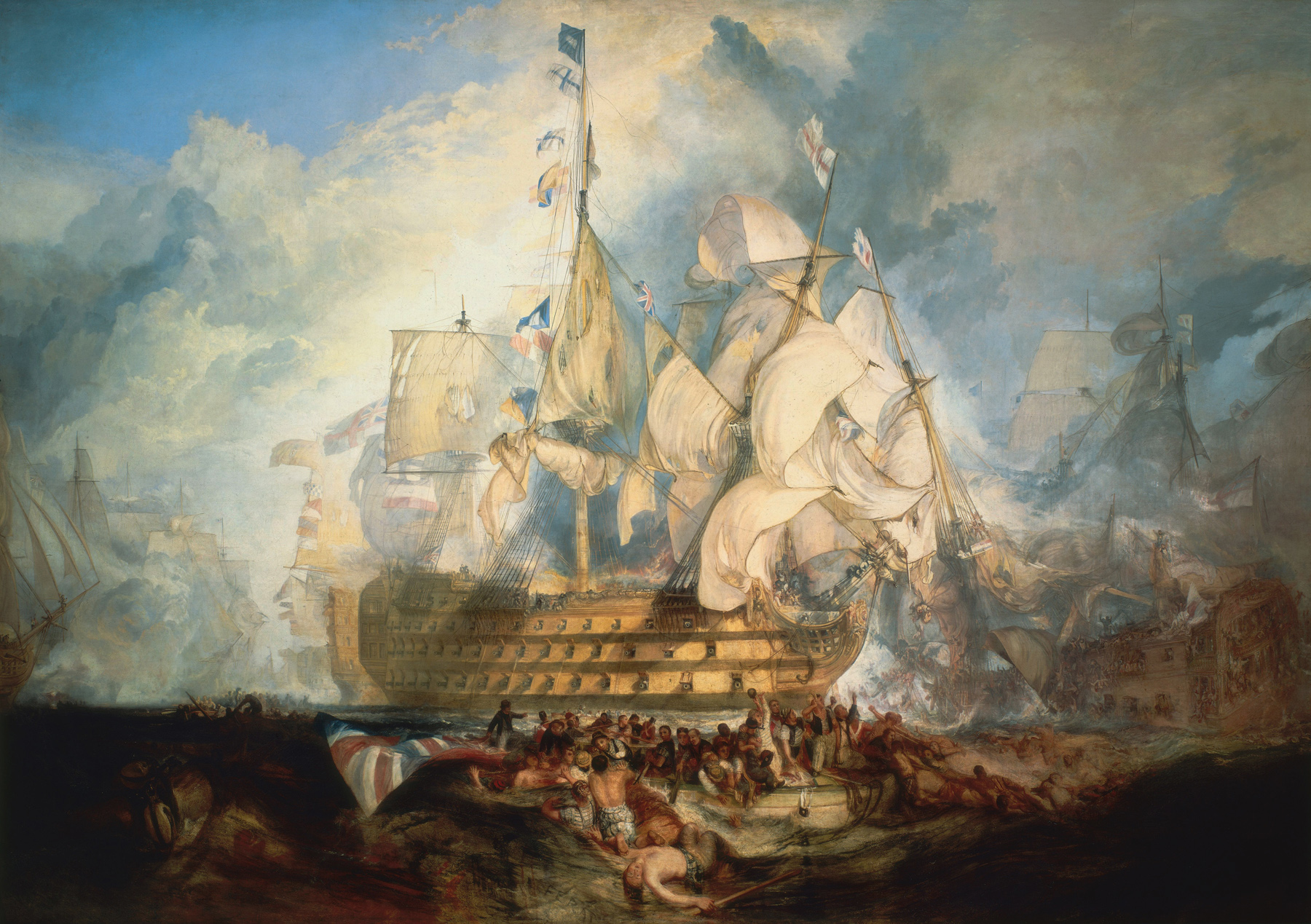
La Batalla de Trafalgar (J.M.W. Turner).
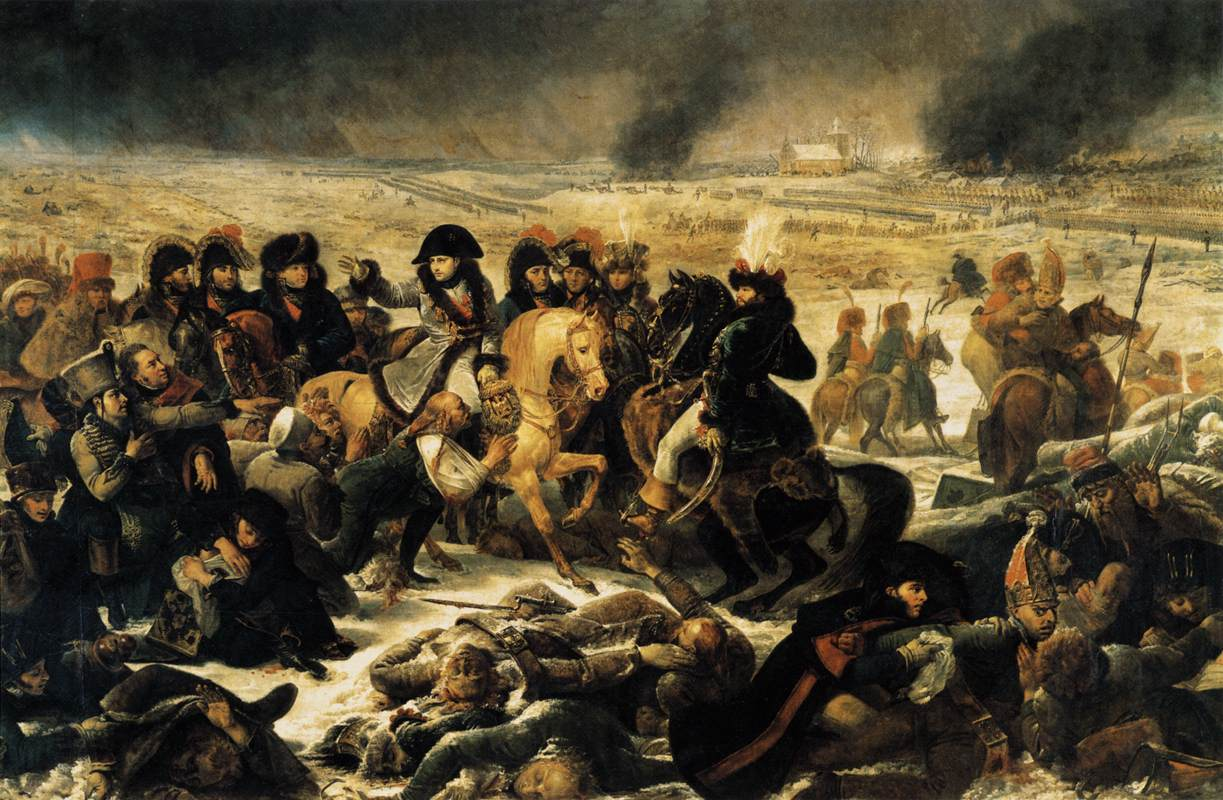
Napoleón en la batalla de Eylau (Antoine-Jean Gros)
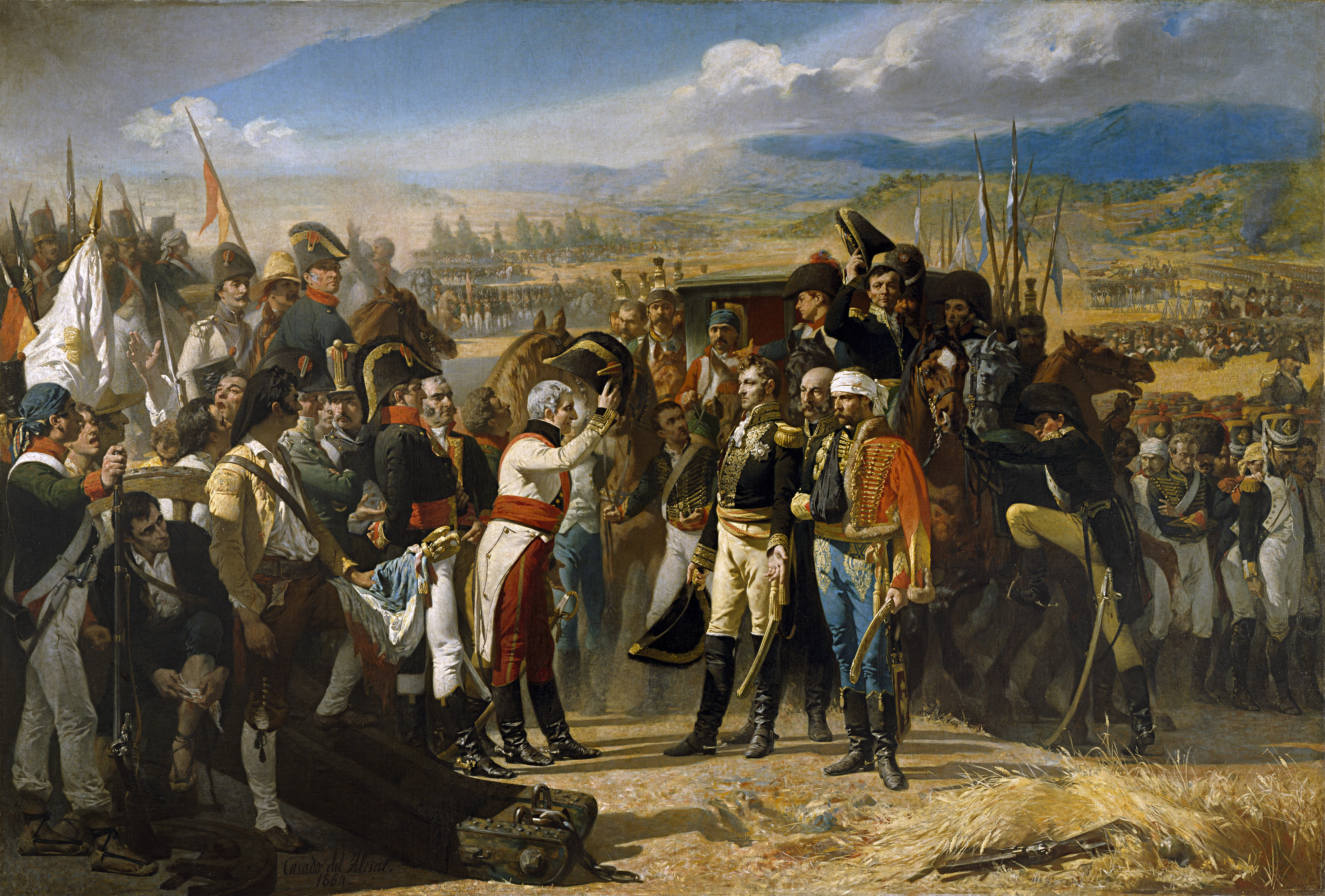
La Rendición de Bailén (Casado del Alisal).
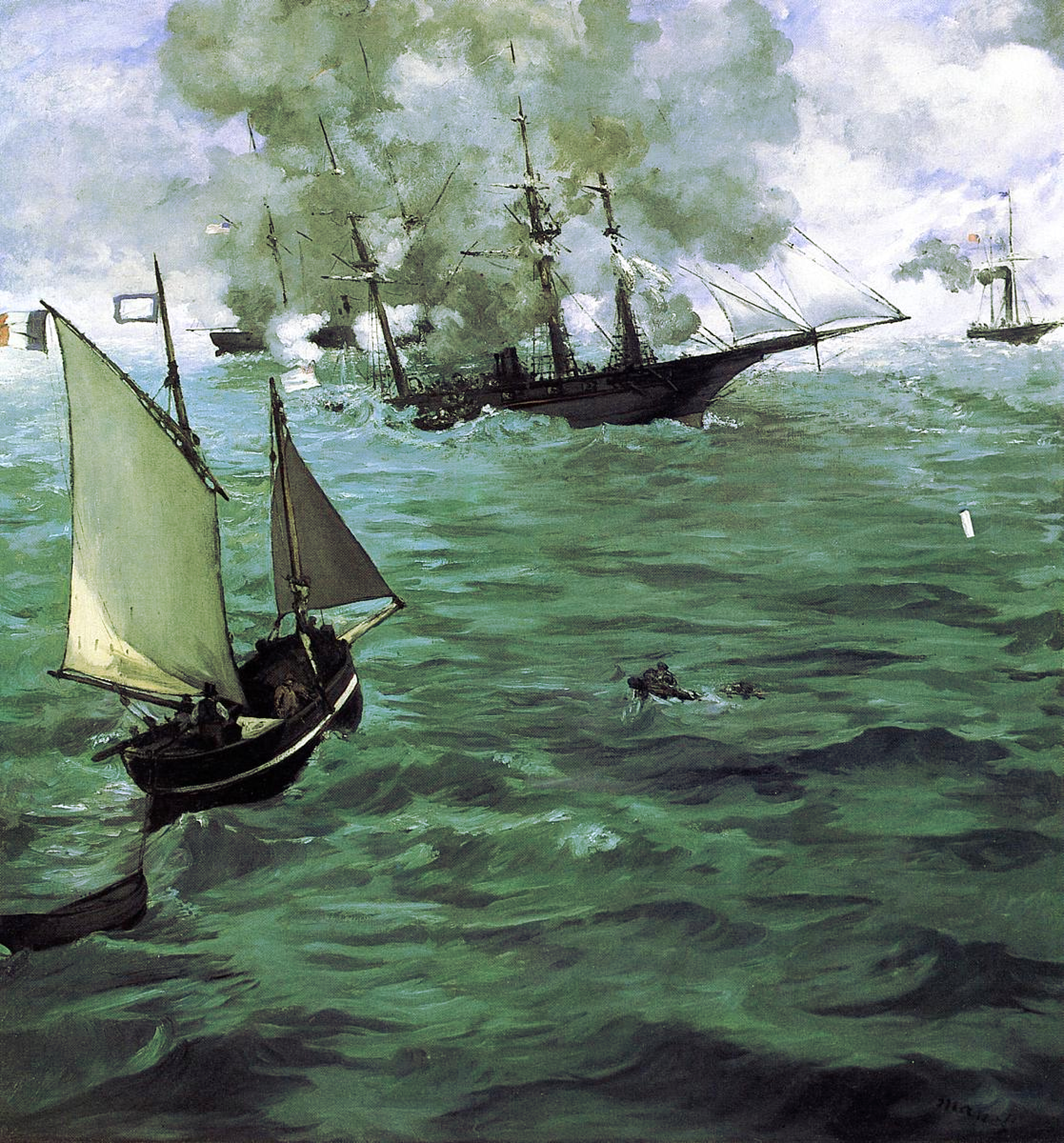
Batalla entre el Kearsarge y el Alabama (Manet).
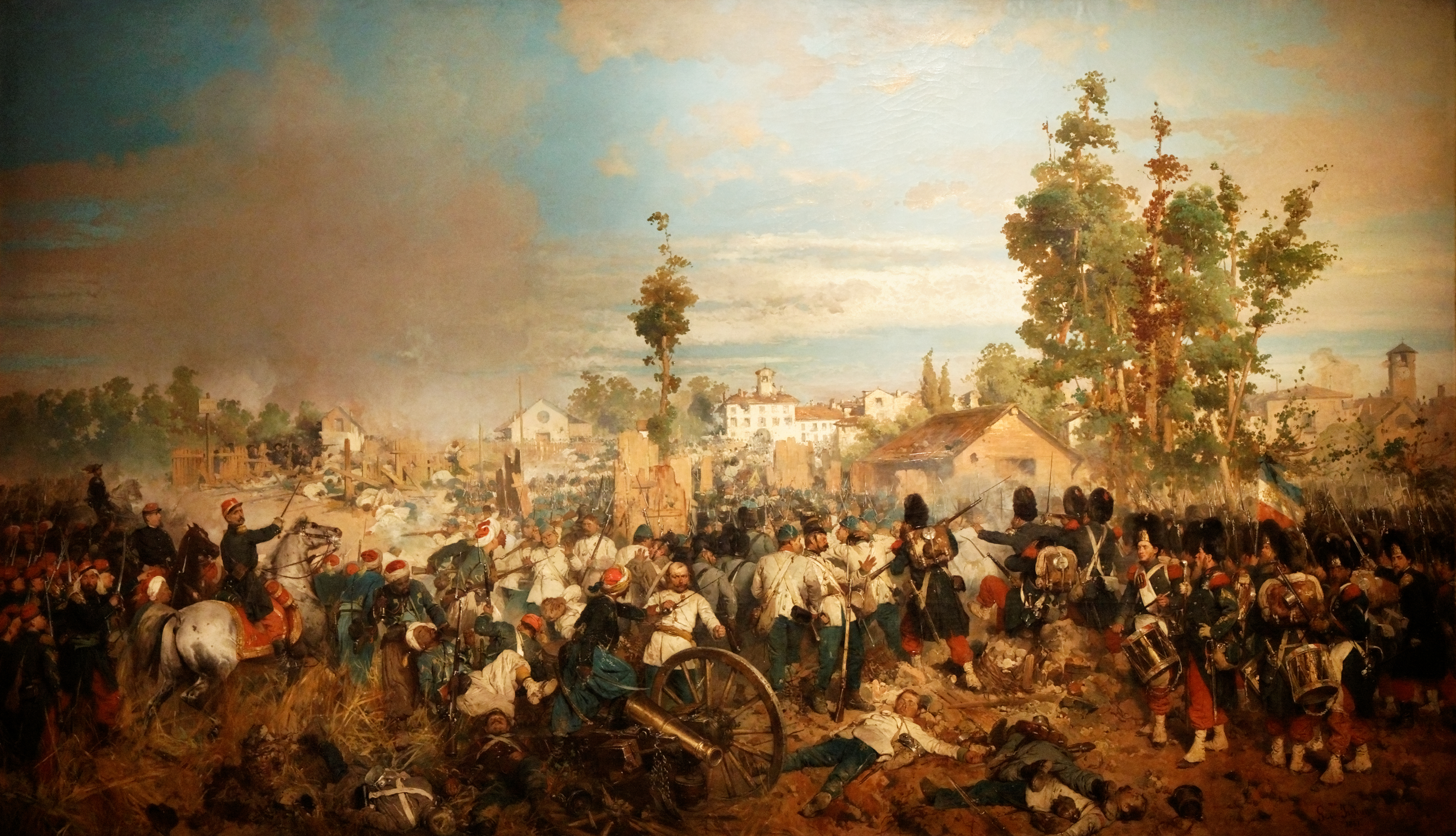
Batalla de Magenta (Gerolamo Induno).
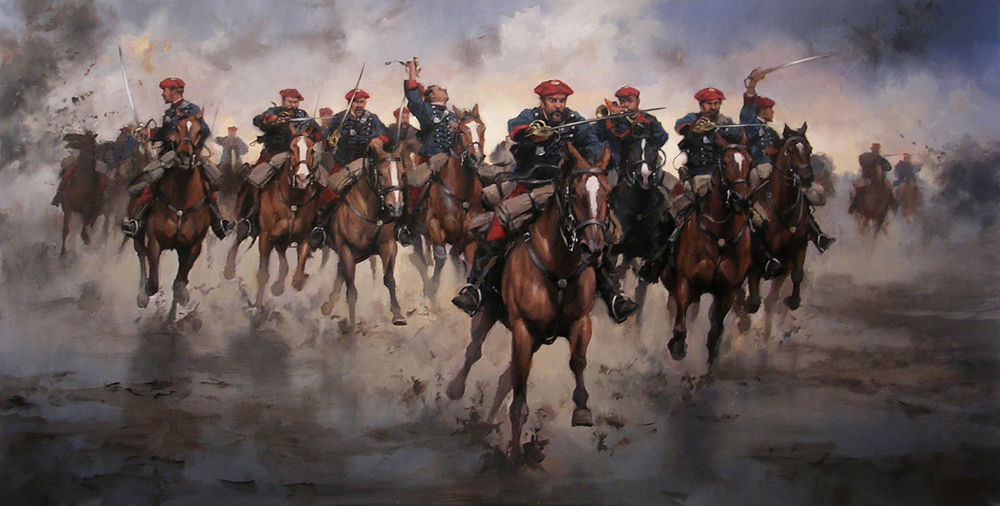
Carga del Escuadrón Real de Carlos VII (Augusto Ferrer-Dalmau).